# レンフェ

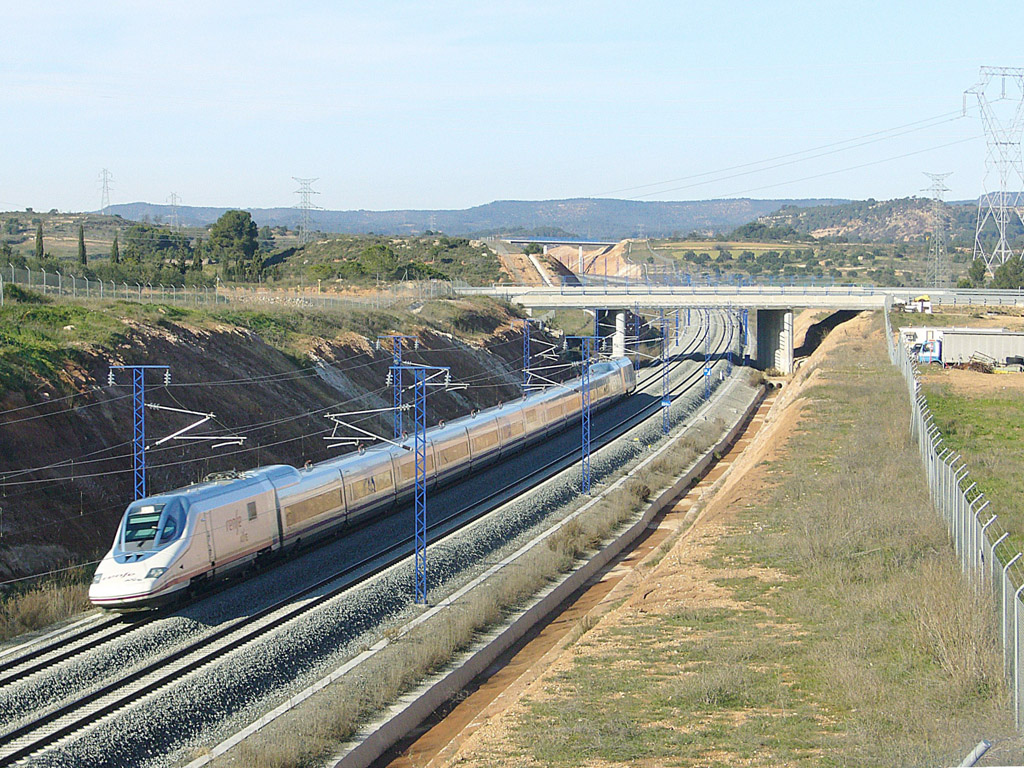
タラゴナ-マドリード間を走るAVES102

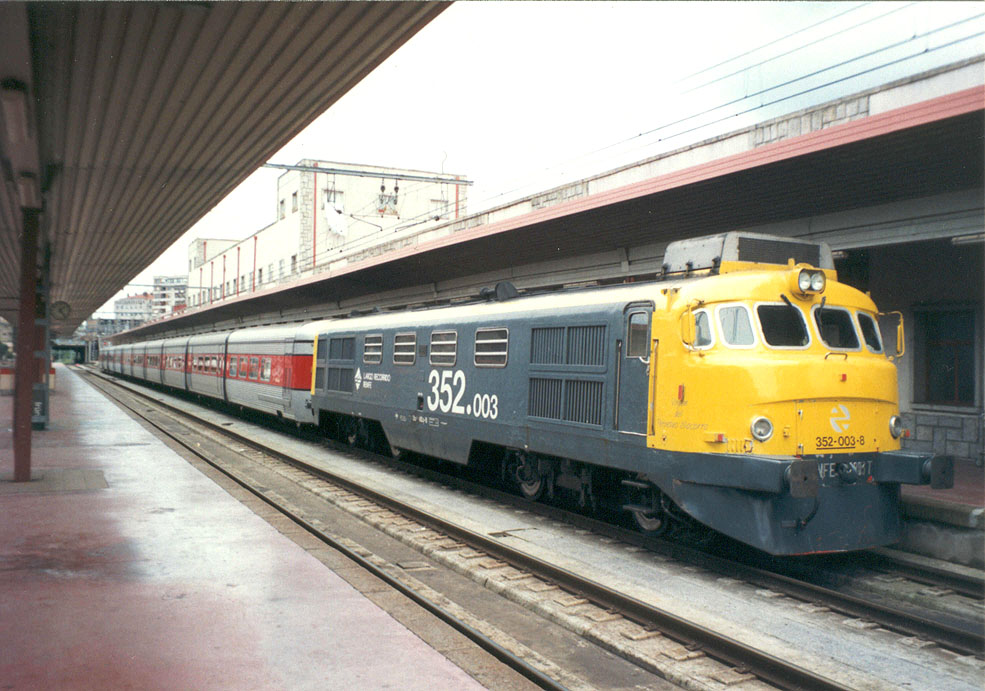
タルゴ

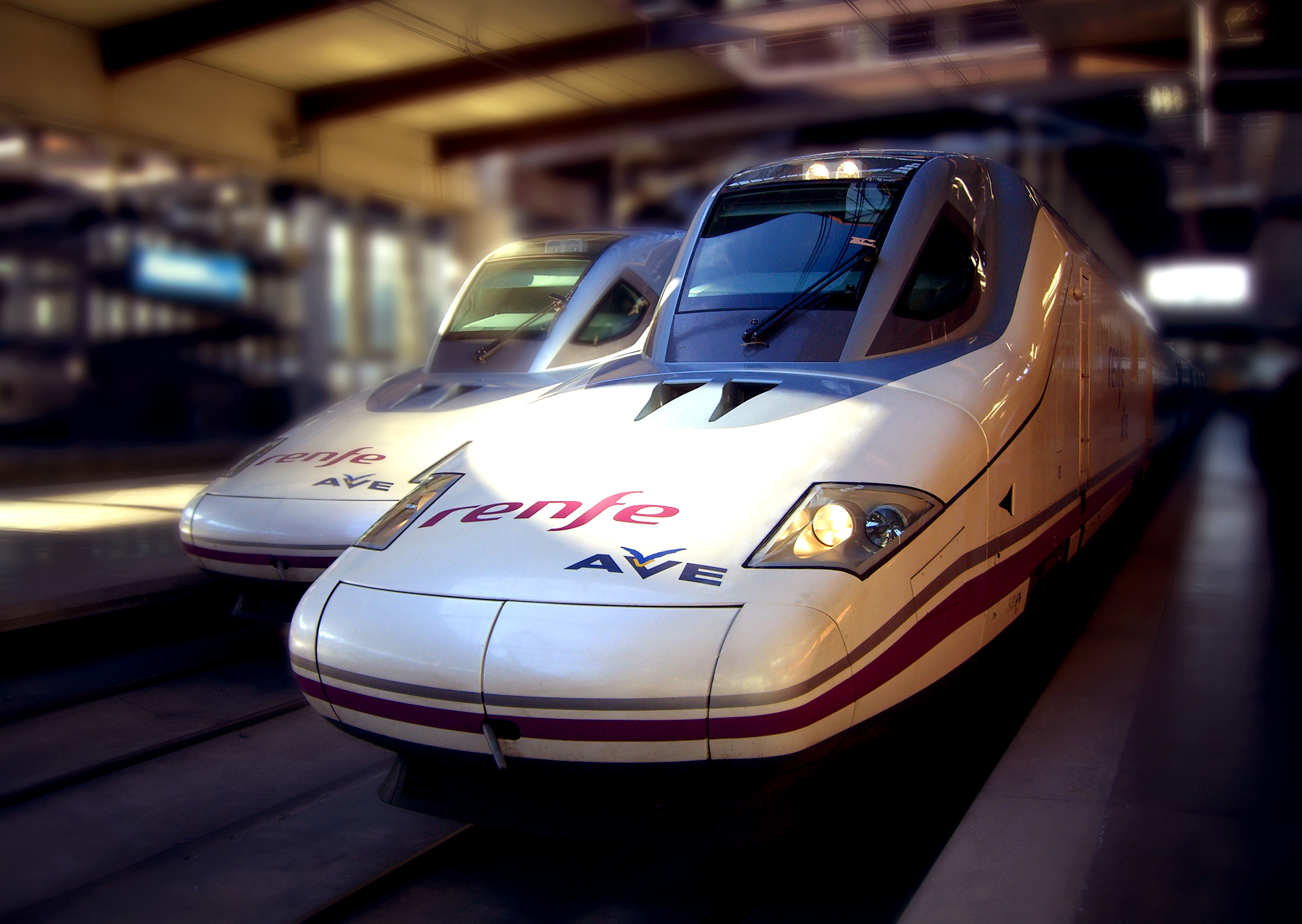
Ave S-102

レンフェ（Renfe）は、スペイン政府100%出資の鉄道である。日本語ではスペイン国鉄などと呼ばれる。
2005年に上下分離が行われ、現在は列車の運行を行う会社・レンフェ・オペラドーラ（Renfe Operadora）に名を残す。本社はマドリード。
およそ1万5000 kmの路線網を持ち、同国内の都市間交通および大都市近郊のセルカニアスなどの都市圏輸送、鉄道貨物輸送の役割を担う。また、代表的な高速列車として、AVEがある。

## 歴史
スペインの鉄道国有化によって1941年1月24日に設立された。
2005年1月1日、欧州連合の指令91/440により、レンフェは列車運行を担うレンフェ・オペラドーラ(Renfe Operadora) と、インフラの管理を行うADIF（スペイン鉄道インフラ管理機構）に上下分離された。

### 定時運行率99.9 %の達成
レンフェはマドリード - バルセロナ/マラガ間を運行する26編成の高速列車車両に対して、シーメンス（ドイツ）からのモビリティデータサービスを受けている。鉄道車両が発するセンサーのデータを収集し、解析して車両故障の予兆監視を行い、故障が発生する前に部品交換を行うことなどで鉄道障害の予防に勤めた結果、定時運行率は99.9 %を達成した。また、乗客に対しては15分超の遅延発生時に運賃を払い戻しするというサービスを提供するようになった。
このサービスと定時運行率のために、飛行機による移動からレンフェによる移動に乗り換えた乗客は60 %にのぼる。

## 軌間
路線網のほとんどは、ヨーロッパで標準的に使用されている標準軌（軌間1435 mm）ではなく、広軌（イベリア広軌、軌間1668 mm）である。
なお、AVEが走行する高速区間は、フランスの路線と接続することを考慮し、標準軌が採用されている。
フランスとの直通、高速新線と在来線の直通のために、古くから軌間可変車両を多く運転しており、その技術と実績は世界トップレベルである。軌間可変の高速電車も世界に先駆けて実用化した。スペインでの高速鉄道事業は1988年に首都マドリードとアンダルシア州の州都セビリアを結ぶ路線の建設が最初で、1992年にAVEとして運行を開始した。マドリードからバルセロナへ向かう高速鉄道路線も完成している。リェイダまでは2003年10月11日に路線の大部分の区間であるタラゴナまでは2006年12月に開業し運行を開始している。バルセロナまでの区間は2008年2月20日までに開業した。新しい高速鉄道路線としては、2005年9月に開業したマドリード・トレド間の路線、2007年開業のコルドバ・マラガ・アンテケラ間の路線などがあり、スペイン各地で高速新線網の整備が進められている。フランスから延伸されてくる高速鉄道路線の開業は2009年以降が予定されている。

## 主な列車種別

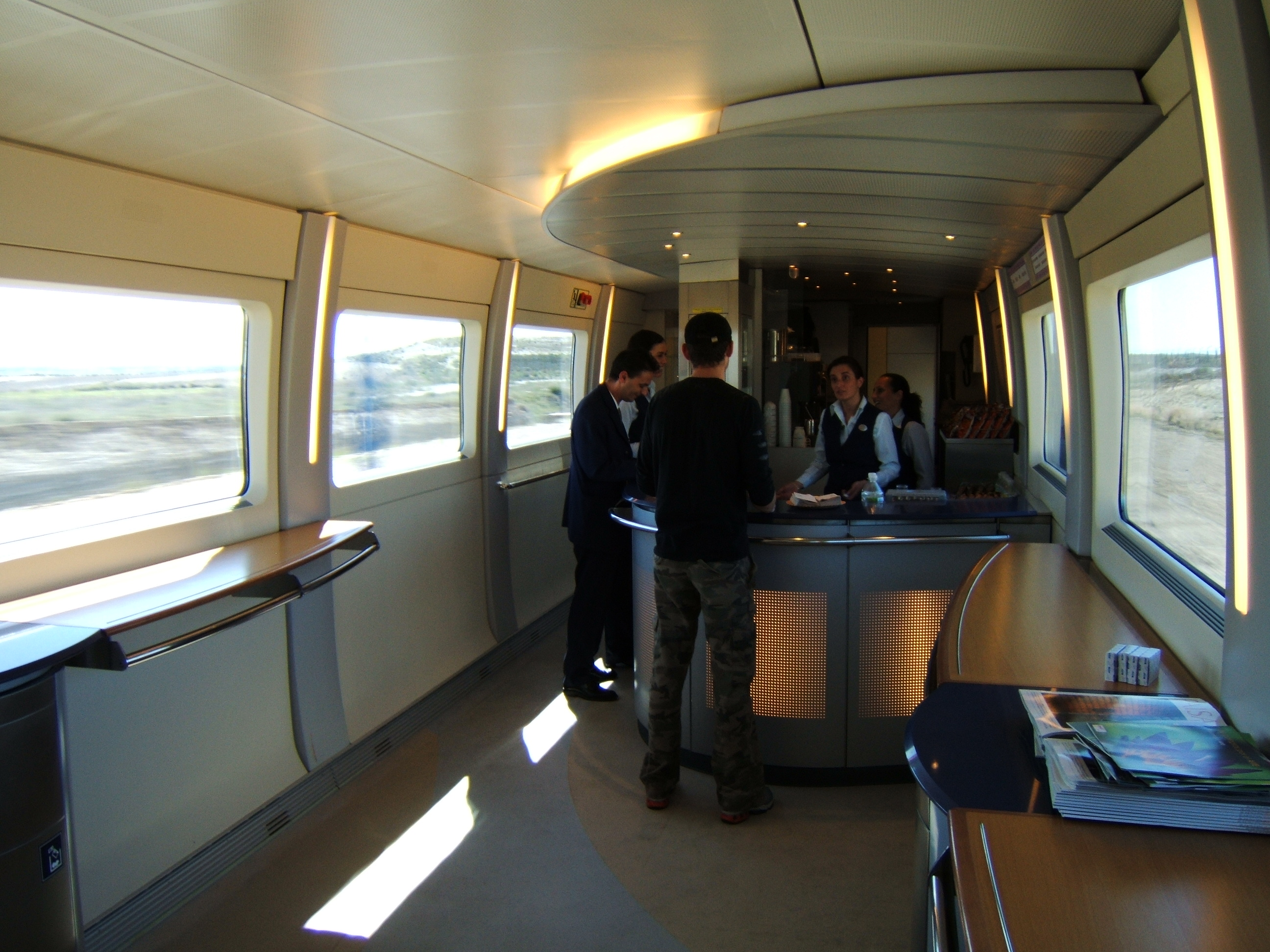
車内のカフェテリア

### 優等列車
AVE (Alta Velocidad Española)
高速列車で、高速新線（標準軌）を走行する。100系、102系、103系電車を使用する。
Avlo
高速列車で、AVEの格安版。
Euromed
高速列車で、高速化改良された在来線（広軌）を走行する。
Alvia
高速列車で、マドリードとバルセロナを結ぶ。高速新線（標準軌）と在来線（広軌）を直通するため、軌間可変電車である120系電車・130系電車を使用する。
Avant
高速列車で、ラサグラとトレドを結ぶ。高速新線（標準軌）用の104系電車を使用する。130系電車も使用される。
Alaris
高速列車で、マドリッドとバレンシアを結ぶ。在来線（広軌）用の強制車体傾斜式の490系電車を主に使用したが、同車両に不具合が発生したことから、2013年に運行を終了。
AV City
高速列車で、高速新線を走行。同じ区間を走行するAVEなどに比べて最高速度と運賃が安く設定されている。2020年にIntercityへ統合。
Altaria・Talgo 200
タルゴ形客車を使用し、高速新線（標準軌）と在来線（広軌）を直通する客車特急列車。2020年にIntercityへ統合。
Talgo
タルゴ客車を使用する在来線特急列車。2020年にIntercityへ統合。
Arco
通常の客車を改造し、ビデオサービスなどが楽しめるようにした専用客車を使用する在来線特急列車。2014年にIntercityへ統合。
Intercity
在来線および高速新線において運行される特急列車。高速新線においてはAVEの格安・補完版の役割を果たす。
Diurno
急行列車。2012年に運行を終了。

### 夜行列車
Trenhotel
ホテル並みの設備を有する寝台特急列車。運行区間ごとに列車名が付けられている。
Elipsos
Trenhotelの国際路線の列車名。レンフェとフランス国鉄が共同出資した同名の企業がサービスを行ったが、スペイン・フランス間におけるTGVおよびAVEの相互直通運転開始に伴い廃止された。
Estrella
夜行急行列車。2015年に運行を終了。
Surexpreso
スペインとポルトガルを結ぶ夜行急行列車で、かつてはフランス国内へ直通していた。2007年以降はTrenhotelの一部。
EuroNight
ヨーロッパ各国を結ぶ国際夜行列車のブランド。国境をまたいで運行されるTrenhotelおよびElipsosの列車がこのブランドの一部であったが、これらの列車が廃止されたことによってスペインから消滅した。

### 一般の列車
Regional Exprés
快速列車。一時期はAndalucía Exprés・Aragón Exprés・Catalunya Exprésのように、運行する地域名を付けていた。
Media Distancia
中距離の快速列車で、一定の距離以上を運行する便では座席予約が必要。一部の列車は以前、TRD (Tren Regional Diesel)やR-598など、使用される車両の愛称が付けられていた。
Regional
普通列車。
Cercanías
都市近郊電車。複数の都市において運行される。